# 莱吕德维涅
莱吕德维涅（法語：Les Rues-des-Vignes，法語發音：[le ʁy de viɲ]）是法国上法蘭西大區北部省的一个市镇，属于康布雷区。

## 地理
莱吕德维涅（50°5'41"N, 3°14'22"E）面积17.85 平方千米，位于法国上法蘭西大區北部省，该省份为法国最北部的省份及最长的省份，西北濒北海，西接加来海峡省，南至埃纳省和索姆省，东与比利时接壤。
与莱吕德维涅接壤的市镇（或旧市镇、城区）包括：欧邦舍勒欧布瓦、维莱普卢伊什、旺迪勒、邦特、邦图泽勒、埃斯科河畔克雷沃克尔、埃斯科河畔奥讷库尔、马尼耶尔。

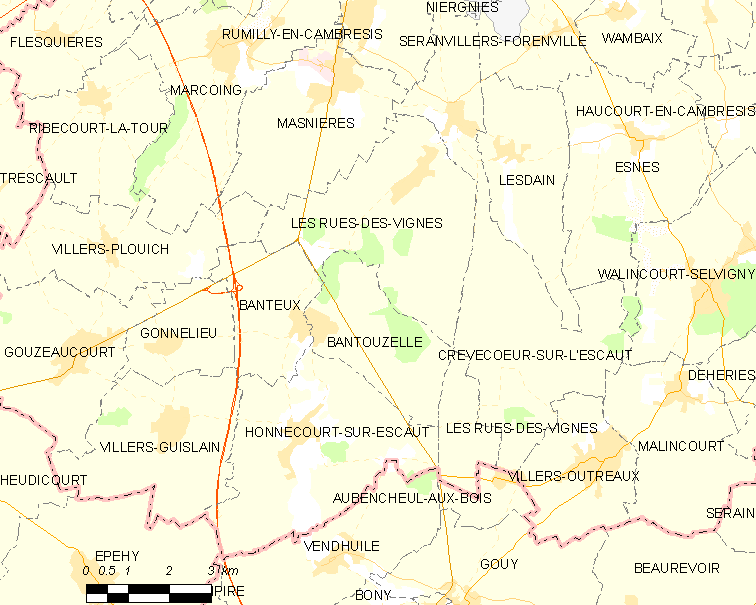
莱吕德维涅的OSM定位图

莱吕德维涅的时区为UTC+01:00、UTC+02:00（夏令时）。

## 行政
莱吕德维涅的邮政编码为59258，INSEE市镇编码为59517。

## 政治
莱吕德维涅所属的省级选区为勒卡托康布雷西县。

## 人口

1962-2008年间莱吕德维涅人口变化图示

莱吕德维涅于2022年1月1日时的人口数量为740人。